# 福島県歯科医師会
公益社団法人福島県歯科医師会（ふくしまけんしかいしかい 英称 Fukushima Dental Association）は、福島県の歯科医師を会員とする法人。

## 本部所在地
- 〒960-8105 福島県福島市仲間町6-6

## 郡市歯科医師会
- 福島歯科医師会 〒960-8105 福島市仲間町6-6
- 安達歯科医師会 〒964-0917 二本松市本町2丁目190
- 郡山歯科医師会 〒963-8024 郡山市朝日2丁目15-1 郡山市保健所内
- 須賀川歯科医師会 〒962-0844 須賀川市東町53-3
- 白河歯科医師会 〒961-0951 白河市中町42 白井ビル2階
- 東石歯科医師会 〒963-6315 石川郡玉川村大字中字道上6-2
- 田村歯科医師会 〒963-7759 田村郡三春町字大町161
- いわき市歯科医師会 〒973-8408 いわき市内郷高坂町四方木田191廣いわき市総合保健福祉センター内
- 相馬歯科医師会 〒976-0042 相馬市塚ノ町丁目56-1-
- 双葉郡歯科医師会 〒980-0807 仙台市太白区八木山南五丁目1-14
- 会津若松歯科医師会 〒965-0042 会津若松市大町1丁目8-3 石堂園2階
- 耶麻歯科医師会 〒966-0836 喜多方市字大坪7611-6